# The Hold-Up of the Leadville Stage
The Hold-Up of the Leadville Stage er en amerikansk stumfilm fra 1904 af Harry Buckwalter.